# Desa Nambangan (administrativ by i Indonesien, lat -7,76, long 110,87)
Desa Nambangan är en administrativ by i Indonesien.   Den ligger i provinsen Jawa Tengah, i den västra delen av landet, 500 km öster om huvudstaden Jakarta.